# Unia
Unia es el quinto álbum de estudio de la banda de power metal proveniente de Finlandia, Sonata Arctica, tras el álbum Reckoning Night. El primer sencillo del álbum fue "Paid In Full", lanzado el 27 de abril de 2007. Este disco cuenta con unas guitarras más agresivas (la mayoría de los temas del álbum fueron grabados con guitarras de 7 cuerdas), una mayor proliferación de teclados aunque con menor protagonismo en la partes instrumentales. Constantes juegos vocales, donde hay muchos toques operísticos, apuntando a un power metal un poco más progresivo, también se muestra un mayor énfasis en el bajo. Unia es el partitivo plural de la palabra finlandesa "Uni" que significa "Sueño".
Este es el último disco en el que participa el guitarrista Jani Liimatainen.

## Temas
1. In Black And White (5:03)
2. Paid In Full (4:24)
3. For The Sake Of Revenge (3:23)
4. It Won´t Fade (5:58)
5. Under Your Tree (5:14)
6. Caleb (6:16)
7. The Vice (4:08)
8. My Dream's But A Drop Of Fuel For A Nightmare (6:13)
9. The Harvest (4:21)
10. The Worlds Forgotten, The Words Forbidden (2:57)
11. Fly With The Black Swan (5:08)
12. Good Enough Is Good Enough (5:16)

### Pistas adicionales Europa
10. To Create A Warlike Feel (5:03)

### Pistas adicionales Japón
1. They Follow (4:50)
2. Out In The Fields (Gary Moore) (4:06)
3. My Dream's But A Drop Of Fuel For A Nightmare (Instrumental) (6:22)

## Miembros
- Tony Kakko – Vocales
- Jani Liimatainen – Guitarra
- Marko Paasikoski – Bajo
- Tommy Portimo – Batería
- Henrik Klingenberg – teclado

- Datos: Q901304